# Ngompem
Ngompem est un village du Cameroun, rattaché à la commune de Pouma, situé dans le département de la Sanaga-Maritime et la région du Littoral, situé sur la route de Pouma à Sackbayémé.

## Population et développement
En 1967, la population de Ngompem était de 491 habitants, essentiellement des Bassa. La population de Ngompem était de 640 habitants dont 318 hommes et 322 femmes, lors du recensement de 2005.  